# アン・リンデ
アン・クリスティン・リンデ（Ann Christin Linde、1961年12月4日 -）は、スウェーデンの政治家。社会民主党所属。これまでに同国外務大臣、対外貿易大臣および北欧協力大臣、欧州連合担当大臣を歴任した。 

## 経歴
ストックホルム大学で政治学、社会学、経済学を学び、1994年、政治学の学士号を取得して卒業。
1990年代を通じて、彼女は民政省でEUとの政治顧問や、マッツ・ヘルストローム外務および国防大臣、ビョルン・フォン・シドー外務大臣を含め従事。
リンデは内務省の事務局長を務めた。彼女は法務省で内務大臣のアンダース・イゲマン国務長官と共に働いた。
リンデは、2013年から2014年にかけてブリュッセルの欧州社会党（EUのすべての社会民主党の包括的な組織）の国際部長であり、彼女は以前は、2000年から2013年までスウェーデンの社会民主党で国際秘書を務めた。同じ時期に、オロフパルメの国際センターの理事会に、最近では副会長を務めた。

## ギャラリー

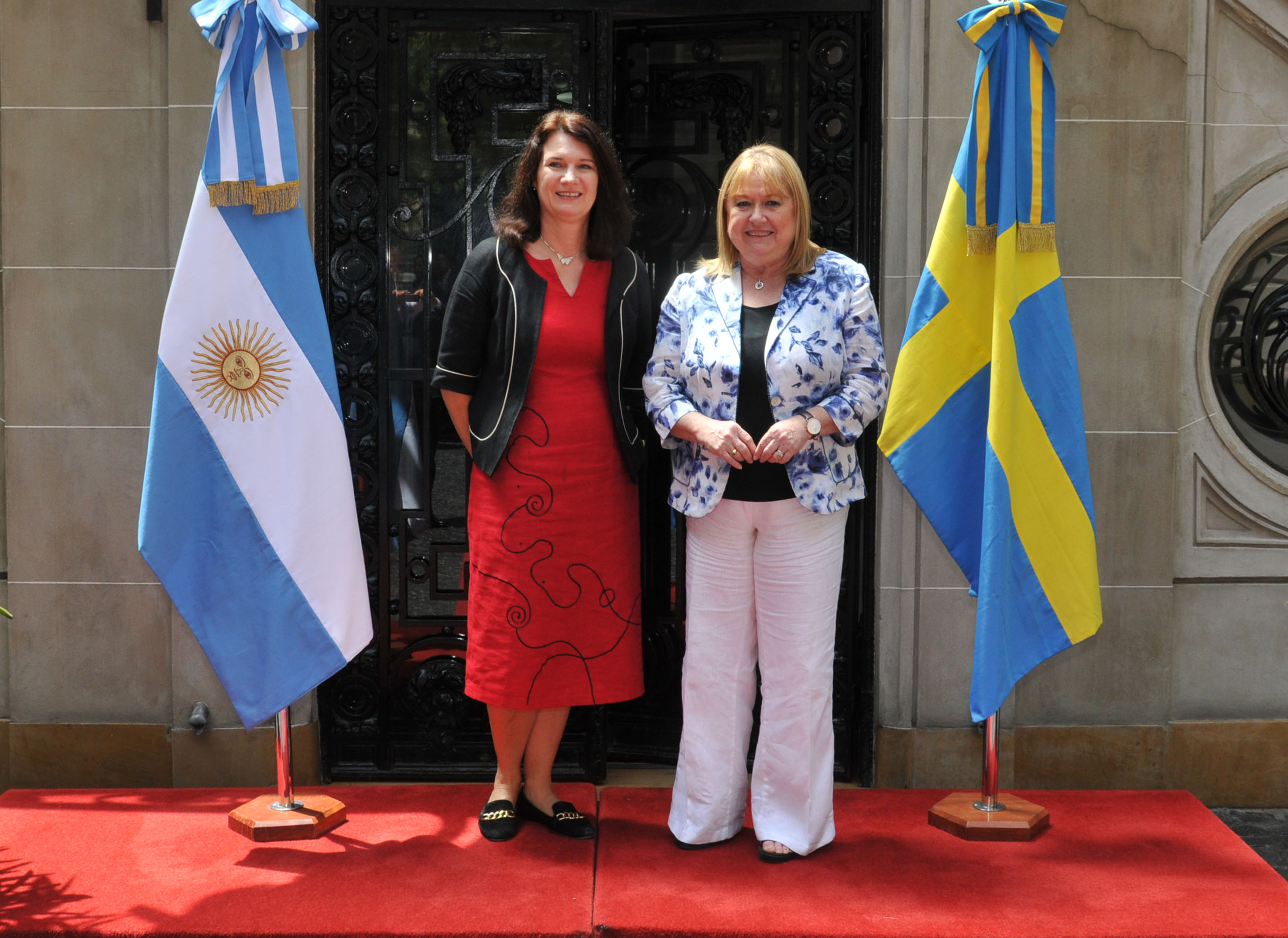
アルゼンチンのスサナ・マルコラ外相と（2016年11月24日）
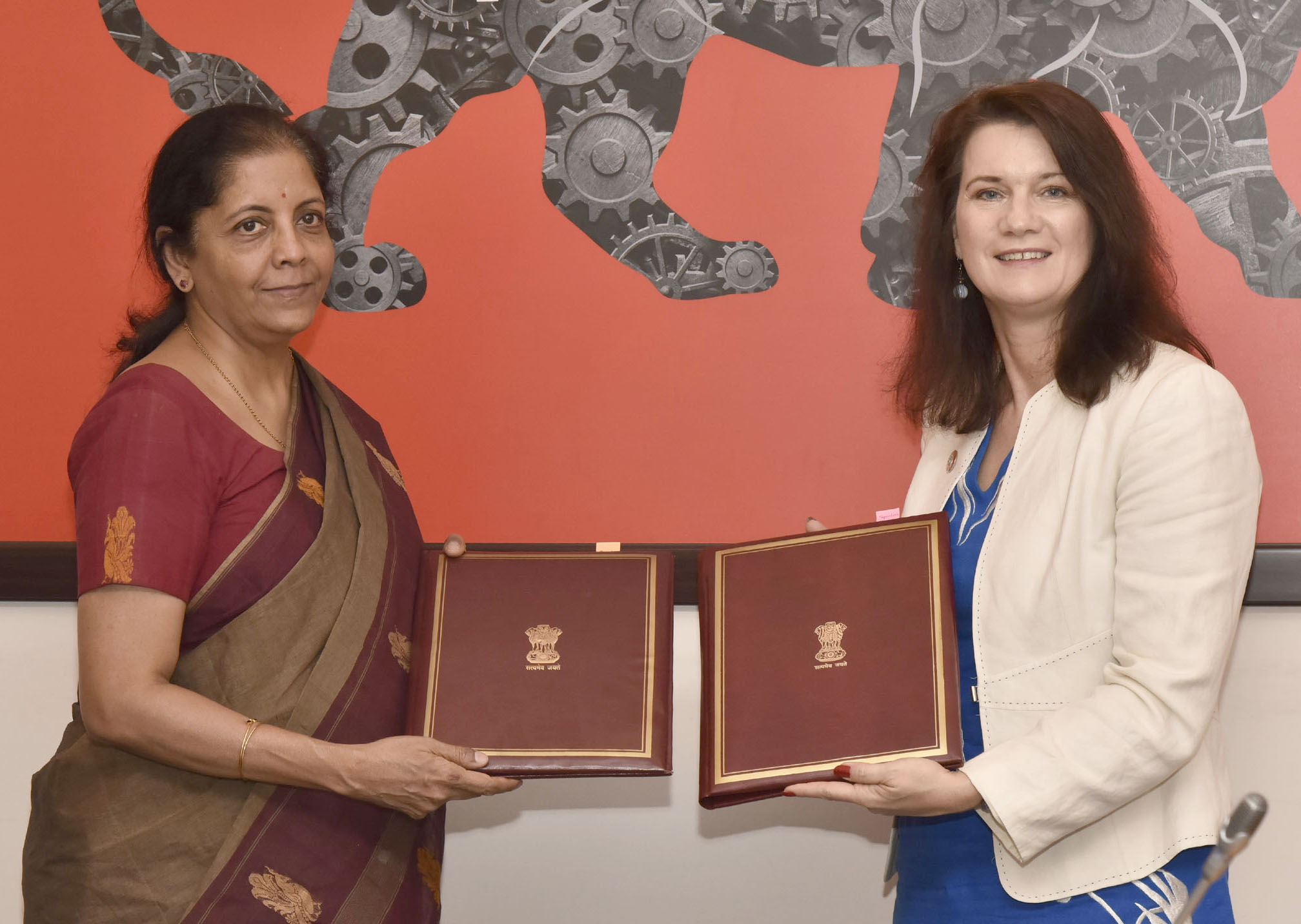
インドのナーマラ・シサラマン商工大臣と（2017年5月17日）
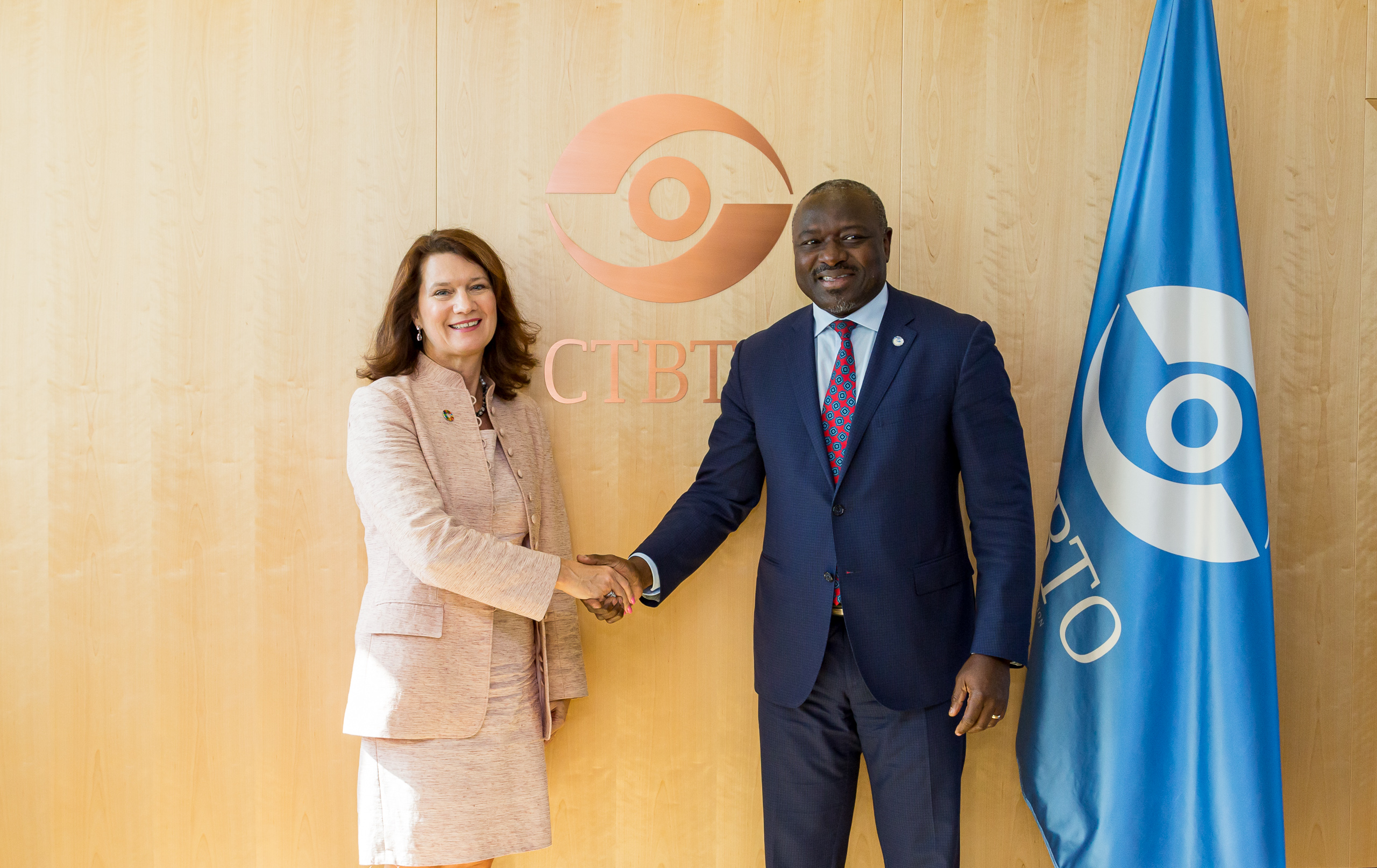
ブルキナファソのラッシーナ・ゼルボと（2019年9月16日）

## 人物
- 2017年に政府代表団がイランの首都テヘランを訪問した際にスカーフを着用したことについて批判を集めた[7]。

- パレスチナ人の友としてメディアで説明されている。2011年にパレスチナ協会から「今年のパレスチナの友」賞を受賞した[8][9]。

- 1989年以来、マッツ・エリクソンと結婚しており、2人の子供がいる[10]。